# Wallern im Burgenland
Wallern im Burgenland (węg. Valla) – gmina targowa w Austrii, w kraju związkowym Burgenland, w powiecie Neusiedl am See. Według Austriackiego Urzędu Statystycznego liczyła 1,75 tys. mieszkańców (1 stycznia 2014).

## Współpraca
Miejscowość partnerska:
- Wallern an der Trattnach, Górna Austria